# اچ‌ام‌اس جی۷
اچ‌ام‌اس جی۷ (به انگلیسی: HMS J7) یک زیردریایی بود. این زیردریایی در سال ۱۹۱۷ ساخته شد.